# Луговая (Пензенская область)
Лугова́я — деревня Миткирейского сельсовета Бековского района Пензенской области.

## География
Расположена на западе Бековского района. Расстояние до административного центра сельсовета село Миткирей — 8 км, до районного центра пгт Беково — 21 км (по автомобильной дороге).

## История
По исследованиям историка-краеведа Полубоярова М. С., село основано между 1859 и 1911 годами. В 1911 году обозначена как хутор Монастырщино Хованской волости Сердобского уезда Саратовской губернии, 95 дворов, численность населения всего — 589 приписных душ, из них 296 — мужского пола, 293 — женского; площадь посева у крестьян всего 418 десятин, из них на надельной земле — 258 десятин, на арендованной — 160 десятин, имелось 5 железных плугов, 3 молотилки, 2 веялки. В начале XX века в деревне имелся храм во имя святого великомученика Димитрия Солунского. До 12 ноября 1923 года — в составе Хованской волости, затем — в укрупнённой Бековской (Беково-Нарышкинской) волости Сердобского уезда. В 1928 году — центр Монастырщинского (Монастырского) сельсовета Бековского района Балашовского округа Нижне-Волжского края (с 30 июля 1930 года Балашовский округ упразднён, район вошёл в Нижне-Волжский край). В феврале 1939 года в составе Бековского района вошла во вновь образованную Пензенскую область. В 1945 году — деревня Затолокинского сельсовета Бековского района Пензенской области. В 1960 году указом Президиума Верховного Совета РСФСР деревня Монастырщино переименована в Луговую.

## Население
| 1911 | 1926 | 1939 | 1959 | 1979 | 1989 | 1996 | 2002 | 2007 |
| ---- | ---- | ---- | ---- | ---- | ---- | ---- | ---- | ---- |
| 589  | ↗622 | ↘362 | ↘250 | ↘181 | ↘134 | ↗150 | ↘94  | ↘91  |
| 2010 | 2011 | 2012 |      |      |      |      |      |      |
| ↘78  | →78  | ↘28  |      |      |      |      |      |      |

## Инфраструктура
Деревня Луговая газифицирована, централизованное водоснабжение отсутствует.
К деревне проложена автодорога местного значения с щебенчатым покрытием, соединяющая Луговую с центром сельсовета селом Миткирей.

## Улицы
- Мира;
- Новая.